# Christian Poiret
 (décembre 2022).
L'article doit être relu — et modifié si nécessaire — par des contributeurs indépendants pour apporter un regard critique aux contributions effectuées en violation des conditions d'utilisation de Wikipédia, tant sur la forme (notamment concernant le style encyclopédique, la proportionnalité) que sur le fond (la neutralité de point de vue, la qualité et l'indépendance des sources).
Christian Poiret , né le 12 novembre 1957 à Douai, est un homme politique français.
Il est maire de Lauwin-Planque de juin 1995 à février 2022 et président de Douaisis Agglo depuis mai 2009. Il entre au conseil départemental du Nord en 2001 en qualité de conseiller départemental (ex-général) du canton de Douai (ex-Douai-Sud-Ouest), avant d’en devenir le premier vice-président chargé des finances entre avril 2015 et juillet 2021.
En juillet 2021, il est élu président du conseil départemental du Nord.

## Biographie
Titulaire d’un brevet de technicien supérieur, Christian Poiret commence une carrière dans la société de négoce d’acier inoxydable Charron-Nord. Au sein de ce groupe basé à Douai, il assume successivement les fonctions d’agent commercial, de cadre puis de directeur adjoint, avant d’être nommé directeur du centre Charron-Nord.
Il quitte cette fonction en 2009 pour se consacrer pleinement à ses mandats politiques.

## Parcours politique

### Débuts à Lauwin-Planque
Christian Poiret se lance en politique en parallèle de son poste de directeur de Charron-Nord : il est élu maire du village de Lauwin-Planque en juin 1995. Il fait de l'amélioration du cadre de vie et des équipements municipaux une priorité et mobilise des bénévoles pour améliorer la notoriété du marché de Noël de Lauwin-Planque.
En mai 2018, Christian Poiret reçoit les insignes de chevalier de l’ordre national du mérite par Patrick Kanner, sénateur du Nord, sous-préfet de l’arrondissement de Douai, de Xavier Bertrand, président de la région Hauts-de-France et de Jean-René Lecerf, président du conseil départemental du Nord.
Dans l'impossibilité de cumuler les mandats de Maire, Président d'agglomération et Président du département du Nord, il renonce à son poste de Maire en 2022. S'ensuit une succession difficile avec une opposition qui se constitue,.

### Arrivée à la communauté d’agglomération du Douaisis

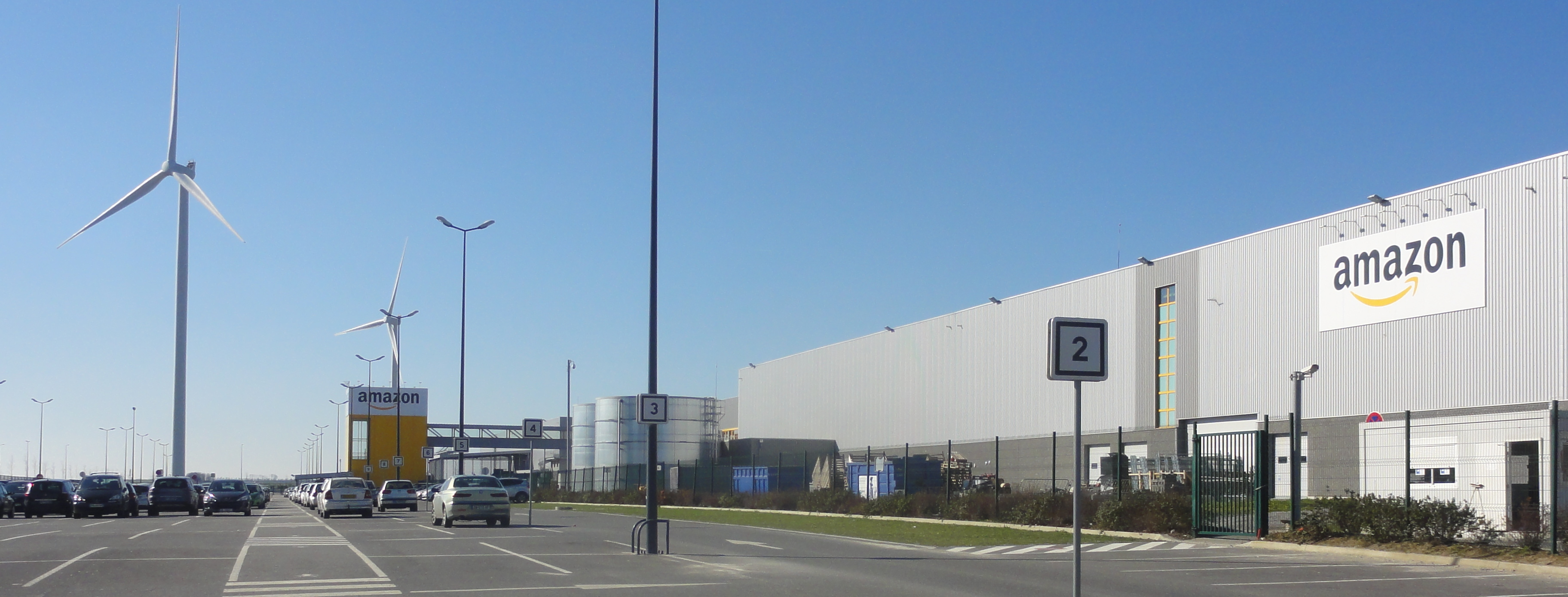
Le centre de distribution LIL1 d'Amazon à Lauwin-Planque en février 2019, avant la construction du parking à étages de 2021 à 2022. En arrière-plan, deux des quatre éoliennes du parc éolien de la Plaine d'Escrebieux, prolongé en 2021 par celui de l'Escrebieux.

En 2002, lors de la création de la Communauté d’agglomération du Douaisis, Christian Poiret devient vice-président chargé du développement économique et de la communication. En 2008, il devient premier vice-président chargé du développement économique et de l’emploi, avant d’assumer la présidence de l’institution en 2009. Le 10 janvier 2019, la communauté d’agglomération du Douaisis devient Douaisis Agglo.
Il est réélu à la tête de Douaisis Agglo le 10 juillet 2020 et poursuit son travail en faveur du développement économique et de l’emploi dans les territoires dont il a la charge. Il crée un parc d’activités à Lauwin-Planque, Lauwin-Park, qui accueille notamment le centre de distribution d'Amazon LIL1.
Il mène le projet de création d'un nouvel écoquartier à Douai et à Sin-le-Noble, le Raquet et développe la piscine Sourcéane et le musée archéologique Arkéos. Viendront ensuite un boulodrome, un planétarium et une patinoire.
L'opposition écologiste lui reproche alors la mise en œuvre de « grands projets inutiles » (boulodrome géant à 9,5M€, nouvelle patinoire incompatible avec l'enjeu du réchauffement climatique).
En 2021, il accueille Emmanuel Macron, président de la République, sur le site de l’usine Renault Douai où viendra s’implanter Envision, constructeur de batteries électriques avec à la clé la création de 1000 à 1200 d’emplois.
À la suite des débats houleux en conseil communautaire, il décide en octobre 2022 de ne plus retransmettre, ni rediffuser la captation vidéo des débats qui y ont lieu,.

### Parcours au conseil départemental du Nord
En 2001, Christian Poiret est élu conseiller général du canton de Douai-Sud-Ouest qui devient en 2015 le canton de Douai. Il s’investit dans le groupe d’opposition Union pour le Nord. Il est réélu en 2021 aux côtés de Caroline Sanchez, son binôme. En 2015, il est nommé premier vice-président chargé des finances et du contrôle de gestion par Jean-René Lecerf, alors président. Il est chargé de redresser les finances de la collectivité. Le rapport publié en 2021 par la chambre régionale des Comptes souligne que « le département a réduit son endettement de 217,4 millions d'euros par rapport à 2015 ».
Il se voit confier la délégation d’aménagement du territoire en 2017 et développe les aides départementales à l’aménagement : projets de service public, d’intérêt stratégique ou encore projets locaux.
Il fait de l’emploi la priorité de son mandat. Le 1er juillet 2021, il est élu par les conseillers départementaux du Nord à la majorité absolue (52 voix sur 82) dès le premier tour de scrutin.
Il s’engage, lors de son discours d’investiture, en faveur d’une politique de proximité pour tous les Nordistes, sur tous les territoires, en s’attelant à quatre priorités : l’emploi, l’autonomie, le développement durable et les aides aux communes. Il a ouvert des maisons de santé dans les déserts médicaux et a créé des maisons pour accueillir les enfants confiés à l'aide sociale à l'enfance. Il a poursuivi la mise en place des bus France Services.
Lors d'une cérémonie des vœux 2025 à Téteghem, Christian Poiret perd le contrôle en pleine allocution, tenant des propos désobligeants sur un ton colérique à l'égard des travailleuses sociales protestant contre le manque de moyens,,. Des manifestations contre la baisse envisagée par le département du Nord de 3 millions d'euros du budget consacré à la prévention spécialisée se poursuivent en janvier 2025. En février 2025, il annonce finalement maintenir le budget malgré un contexte financier difficile et en appelle à l’État pour financer ces programmes sociaux.
À la suite de cette séquence, son prédécesseur Jean-René Lecerf l'appelle à présenter des excuses. Les syndicats de travailleurs sociaux appelleront, à la suite des explications de ce dernier évoquant « violence et agressivité », à sa démission.

### Positionnement politique
D'après Libération Christian Poiret incarne une « droite entrepreneuriale à l’américaine », au positionnement ultralibéral.
Il a mis en place une politique sévère de sanction des allocataires du RSA, avec baisse de 80 % du revenu dès la première absence non justifiée.